# Ectrepesthoneura ledenikiensis
Ectrepesthoneura ledenikiensis är en tvåvingeart som beskrevs av Bechev 1988. Ectrepesthoneura ledenikiensis ingår i släktet Ectrepesthoneura och familjen svampmyggor.
Artens utbredningsområde är Bulgarien. Inga underarter finns listade i Catalogue of Life.